# Hubert Velud
Hubert Velud (Villefranche-sur-Saône, Francia, 8 de junio de 1959) es un entrenador de fútbol francés. Actualmente está sin club.

## Carrera como jugador
Velud nació en Villefranche-sur-Saône. Como portero, jugó en el Stade de Reims y en el CO Châlons. Durante su carrera profesional, los seguidores del Reims lo apodaron "Le Chat".

## Carrera como entrenador
Como entrenador, fue campeón del Championnat National en 2002 con el Clermont Foot Auvergne y, por tanto, permitió al club entrar en la Ligue 2 por primera vez en su historia y convertirse en profesional. Luego entrenó al club durante 3 años en la Ligue 2.
Con la fuerza de esta experiencia, el Union Sportive Créteil-Lusitanos recurrió a sus servicios para dirigir el primer equipo en el campeonato de la Ligue 2 y conseguir un récord de puntos totales (54). También está detrás del surgimiento de jóvenes talentos como Stéphane Sessegnon y David Amadou M'Bodji.
En junio de 2008, se incorporó al AS Beauvais Oise, una ambicioso equipo del National, que abandonó en febrero de 2009 de mutuo acuerdo con los dirigentes, ya que el club ya no estaba en la carrera por el ascenso.
En septiembre de 2009, fue nombrado seleccionador nacional de Togo, que clasificó para la CAN 2010 tras una victoria decisiva ante Gabón el 14 de noviembre de 2009. Tras un ataque de rebeldes angoleños contra el autobús de la selección togolesa el 8 de enero de 2010, fue alcanzado en el brazo por una bala. Su adjunto, Amélété Abalo, recibió un disparo en el estómago durante el ataque.
El 25 de mayo de 2010 renunció a su cargo como técnico de Togo para incorporarse al US Créteil-Lusitanos, club al que ya había dirigido durante la temporada 2005-2006. Luego entrenó a clubes del Magreb: el Hassania Agadir de Marruecos, el Stade Tunisien de Túnez y el ES Sétif de Argelia. Al final de la temporada 2012/13, ganó el doblete de Liga y Copa de Argelia con el ES Sétif al final de una temporada excepcional, en particular con el récord de partidos ganados en casa en una temporada (14 victorias en 15 partidos). Lógicamente, fue elegido mejor entrenador de la Ligue 1 argelina por segunda vez en mayo de 2014. 
Tras 3 temporadas completas en Argelia, el técnico francés se incorporó en enero de 2016 al club congoleño TP Mazembe, con el que consiguió su primer título continental el 20 de febrero de 2016, la Supercopa de la CAF. Luego ganó el campeonato congoleño 2015-16, Linafoot, permaneciendo invicto durante toda la temporada y luego la Supercopa del Congo 2016. El 6 de noviembre de 2016, Velud consiguió el título más importante de su carrera ya que el Mazembe ganó la Copa Confederación de la CAF, en la final ante MO Béjaïa (Argelia), tras un partido de vuelta de altos vuelos con un marcador global de 4-1 (1-1 en la ida en Blida). Por lo tanto, Velud ha ganado 4 títulos en su primer año en TP Mazembe, 2 nacionales y 2 continentales, lo que representa una actuación poco común a este nivel en África. 
Asumió como entrenador del Étoile Sportive du Sahel en enero de 2017 y finalizó en 2° lugar en el campeonato de la Ligue 1 tunecina 2016-17, clasificando así a su club para la Liga de Campeones de la CAF 2018. Alcanzó las semifinales de dicho torneo en el año 2017. 
A mediados de mayo de 2018, Velud firmó un contrato de un año con Kuwait SC, el campeón saliente de Kuwait con casi solo internacionales del país. Asume el cargo a finales de junio de 2018 y disputó la Liga de Campeones de la AFC y la Copa Árabe.
Unos días después de la salida amistosa de Franck Dumas, que había llevado al club cabila al segundo puesto en el Campeonato de Argelia, Velud fue nombrado entrenador del JS Kabylie por un contrato de tres años. Con el club cabila, llegará a la fase de grupos de la Liga de Campeones de la CAF 2019-20, eliminando primero al club sudanés Al-Merreikh y al club guineano Horoya AC. 
El 28 de enero de 2020 fue nombrado seleccionador de Sudán. Clasifica a los "Cocodrilos del Nilo" para la CAN 2021, tras 2 contundentes victorias ante Ghana y Sudáfrica (2-0, 28 de marzo de 2021), finalizando 2º del Grupo C (4 victorias y 2 derrotas) por detrás de los Black Stars y eliminando notablemente a los Bafana Bafana. Después de 10 años de ausencia y de esta histórica campaña de clasificación, la selección nacional de Sudán vuelve, por tanto, a las fases finales de la gran competición continental. Tras una campaña fallida en la Copa Árabe de la FIFA 2021, con tres derrotas en tres partidos, así como un último puesto en su grupo de eliminatorias para la Copa Mundial de la FIFA 2022, fue relevado de sus funciones el 12 de diciembre de 2021, unos semanas antes de la Copa Africana de Naciones.
El 22 de abril de 2022, la Federación Burkinesa de Fútbol anunció que Velud como nuevo entrenador de Burkina Faso en reemplazo de Kalou Malo.El 9 de febrero de 2024, dejó su cargo de mutuo acuerdo luego de la Copa Africana de Naciones 2023.
En octubre de 2024, asumió al frente del AS FAR.El 5 de febrero de 2025, fue relevado de sus funciones después de una serie de malos resultados.

## Clubes

### Como jugador
| Club           | País    | Año       |
| -------------- | ------- | --------- |
| Stade de Reims | Francia | 1976-1989 |
| CO Châlons     | Francia | 1989-1990 |

### Como entrenador
| Club                      | País                            | Año       |
| ------------------------- | ------------------------------- | --------- |
| CO Châlons                | Francia                         | 1989-1990 |
| Gap HAFC                  | Francia                         | 1990-1991 |
| París FC                  | Francia                         | 1992      |
| París FC                  | Francia                         | 1995-1999 |
| GFCO Ajaccio              | Francia                         | 2000-2001 |
| Clermont Foot             | Francia                         | 2001-2004 |
| Cherbourg                 | Francia                         | 2004-2005 |
| Créteil-Lusitanos         | Francia                         | 2005-2006 |
| SC Toulon                 | Francia                         | 2006-2007 |
| Beauvais                  | Francia                         | 2008-2009 |
| Selección de Togo         | Togo                            | 2009-2010 |
| Créteil-Lusitanos         | Francia                         | 2010-2011 |
| Hassania Agadir           | Marruecos                       | 2011-2012 |
| Stade Tunisien            | Túnez                           | 2012      |
| ES Sétif                  | Argelia                         | 2012-2013 |
| USM Alger                 | Argelia                         | 2013-2015 |
| CS Constantine            | Argelia                         | 2015      |
| TP Mazembe                | República Democrática del Congo | 2016      |
| Étoile du Sahel           | Túnez                           | 2016-2017 |
| Difaa El Jadida           | Marruecos                       | 2018-2019 |
| JS Kabylie                | Argelia                         | 2019-2020 |
| Selección de Sudán        | Sudán                           | 2020-2021 |
| Selección de Burkina Faso | Burkina Faso                    | 2022-2024 |
| AS FAR                    | Marruecos                       | 2024-2025 |

## Palmarés

### Como entrenador

#### Campeonatos nacionales
| Título                                          | Club          | País                            | Año     |
| ----------------------------------------------- | ------------- | ------------------------------- | ------- |
| Championnat National                            | Clermont Foot | Francia                         | 2001-02 |
| Ligue Professionnelle 1                         | ES Sétif      | Argelia                         | 2012-13 |
| Supercopa de Argelia                            | USM Alger     | Argelia                         | 2013    |
| Ligue Professionnelle 1                         | USM Alger     | Argelia                         | 2013-14 |
| Linafoot                                        | TP Mazembe    | República Democrática del Congo | 2015-16 |
| Supercopa de la República Democrática del Congo | TP Mazembe    | República Democrática del Congo | 2016    |

#### Campeonatos internacionales
| Título                       | Club       | País                            | Año  |
| ---------------------------- | ---------- | ------------------------------- | ---- |
| Supercopa de la CAF          | TP Mazembe | República Democrática del Congo | 2016 |
| Copa Confederación de la CAF | TP Mazembe | República Democrática del Congo | 2016 |